# Edmen Shahbazyan
Edmen Shahbazyan (en armenio, Էդմեն Շահբազյան, Glendale, California, Estados Unidos; 20 de noviembre de 1997) es un artista marcial mixto estadounidense que actualmente compite en la categoría de peso medio de Ultimate Fighting Championship (UFC).

## Primeros años
De ascedencia armenia, Shahbazyan nació en Glendale, California. Su hermano mayor, León, también es un luchador profesional. Edmen comenzó a entrenar en las artes marciales a los 9 años y ha estado entrenando en su actual gimnasio Glendale Fighting Club desde los 12 años. Cuando era adolescente, se desempeñó como compañero de entrenamiento de Ronda Rousey.

## Carrera de artes marciales mixtas

### Carrera temprana
Shahbazyan hizo su debut profesional en las artes marciales mixtas el 25 de febrero de 2017 en CXF 6. Enfrentó a Selah Williams y ganó por TKO en el primer asalto. Edmen continuó luchando por promociones de artes marciales mixtas en California y compiló un récord de 6-0, ganando todas las peleas por nocaut en el primer asalto.
Shahbazyan fue invitado a participar en el Episodio 5 de la Segunda Temporada de Serie Contender Tuesday Night de Dana White. Edmen enfrentó a Antonio Jones, ganando por TKO en el primer asalto en solo 40 segundos. Su actuación llevó a White a ofrecerle un contrato para pelear en el UFC.
Edmen es dirigido por One Fight Management de Roussey Ronda.

### Ultimate Fighting Championship

#### 2018
Shahbazyan hizo su debut en la promoción contra Darren Stewart el 30 de noviembre de 2018, en The Ultimate Fighter 28 Finale. Ganó la pelea por decisión dividida.

#### 2019
Shahbazyan enfrentó a Charles Byrd el 2 de marzo de 2019, en UFC 235. Ganó la pelea por KO en el primer asalto.
Shahbazyan enfrentó a Jack Marshman el 6 de julio de 2019, en UFC 239. Ganó la pelea por sumisión en el primer asalto.
Se esperaba que Shahbazyan enfrentara a Krzysztof Jotko el 2 de noviembre de 2019 en UFC 244. Sin embargo, Jotko se retiró del combate y fue reemplazado por Brad Tavares. Ganó la pelea por KO en el primer asalto.

#### 2020
Se esperaba que Shahbazyan enfrentara a Derek Brunson el 7 de marzo de 2020 en UFC 248 ; Sin embargo, se anunció el 20 de febrero que la pelea había sido reprogramada y tendría lugar el 11 de abril de 2020 en UFC Fight Night: Overeem vs Harris. Debido a la pandemia de COVID-19, el evento finalmente se pospuso. La pelea finalmente se programó para el 1 de agosto de 2020 en UFC Fight Night: Brunson vs Shahbazyan. Perdió la pelea por TKO en el tercer asalto.

#### 2021
Shahbazyan enfrentó a Nassourdine Imavov el 6 de noviembre de 2021 en UFC 268. Perdió el combate por TKO en el segundo asalto.

#### 2022
Shahbazyan enfrentó a Dalcha Lungiambula el 10 de diciembre de 2022, en UFC 282. Ganó la pelea por TKO en el segundo asalto. Esta victoria lo hizo merecedor de su primer premio de Actuación de la Noche.

#### 2023
Shahbazyan enfrentó a Anthony Hernandez el 20 de mayo de 2023, en UFC Fight Night 224. Perdió la pelea por TKO en el tercer asalto.

#### 2024
Shahbazyan estaba programado para enfrentar a Duško Todorović el 23 de marzo de 2024, en UFC Fight Night 240. Sin embargo, Todorović se retiró de la pelea por una lesión de rodilla y fue reemplazado por A.J. Dobson. Shahbazyan ganó la pelea por KO en el primer asalto.
Shahbazyan enfrentó a Gerald Meerschaert el 24 de agosto de 2024, en UFC on ESPN 62. Perdió la pelea por sumisión en el segundo asalto.

#### 2025
Shahbazyan enfrentó a Dylan Budka el 15 de febrero de 2025, en UFC Fight Night 251. Ganó la pelea por TKO en el primer asalto.Esta victoria lo hizo merecedor de su segundo premio de Actuación de la Noche.

## Campeonatos y logros

### Artes marciales mixtas
- Ultimate Fighting Championship
  - Actuación de la Noche (Una vez) vs. Dalcha Lungiambula y Dylan Budka[20][29]

## Récord en artes marciales mixtas
| Récord profesional | Récord profesional | Récord profesional |
| 19 peleas          | 14 victorias       | 5 derrotas         |
| ------------------ | ------------------ | ------------------ |
| Nocaut             | 12                 | 3                  |
| Sumisión           | 1                  | 1                  |
| Decisión           | 1                  | 1                  |

| Resultado | Récord | Oponente           | Método                            | Evento                                     | Fecha                   | Ronda | Tiempo | Localización            | Notas                  |
| --------- | ------ | ------------------ | --------------------------------- | ------------------------------------------ | ----------------------- | ----- | ------ | ----------------------- | ---------------------- |
| Victoria  | 14–5   | Dylan Budka        | TKO (golpes)                      | UFC Fight Night: Cannonier vs. Rodrigues   | 15 de febrero de 2025   | 1     | 1:34   | Las Vegas, Nevada       | Actuación de la Noche. |
| Derrota   | 13–4   | Gerald Meerschaert | Submission (arm-triangle choke)   | UFC on ESPN: Cannonier vs. Borralho        | 24 de agosto de 2024    | 2     | 4:12   | Las Vegas, Nevada       |                        |
| Victoria  | 13–4   | AJ Dobson          | KO (golpes)                       | UFC Fight Night: Ribas vs. Namajunas       | 23 de marzo de 2024     | 1     | 4:33   | Las Vegas, Nevada       |                        |
| Derrota   | 12–4   | Anthony Hernandez  | TKO (codazos y golpes)            | UFC Fight Night: Dern vs. Hill             | 20 de mayo de 2023      | 3     | 1:01   | Las Vegas, Nevada       |                        |
| Victoria  | 12–3   | Dalcha Lungiambula | TKO (golpes)                      | UFC 282                                    | 10 de diciembre de 2022 | 2     | 4:41   | Las Vegas, Nevada       | Actuación de la Noche. |
| Derrota   | 11–3   | Nassourdine Imavov | TKO (codazos)                     | UFC 268                                    | 6 de noviembre de 2021  | 2     | 4:42   | Nueva York, Nueva York  |                        |
| Derrota   | 11–2   | Jack Hermansson    | Decisión (unánime)                | UFC Fight Night: Font vs. Garbrandt        | 22 de mayo de 2021      | 3     | 5:00   | Las Vegas, Nevada       |                        |
| Derrota   | 11–1   | Derek Brunson      | TKO (golpes)                      | UFC Fight Night: Brunson vs. Shahbazyan    | 1 de agosto de 2020     | 3     | 0:26   | Las Vegas, Nevada       |                        |
| Victoria  | 11–0   | Brad Tavares       | KO (patada a la cabeza)           | UFC 244                                    | 2 de noviembre de 2019  | 1     | 2:27   | Nueva York, Nueva York  |                        |
| Victoria  | 10–0   | Jack Marshman      | Sumisión (rear-naked choke)       | UFC 239                                    | 6 de julio de 2019      | 1     | 1:12   | Las Vegas, Nevada       |                        |
| Victoria  | 9–0    | Charles Byrd       | TKO (codazos y golpes)            | UFC 235                                    | 2 de marzo de 2019      | 1     | 0:38   | Las Vegas, Nevada       |                        |
| Victoria  | 8–0    | Darren Stewart     | Decisión (dividida)               | The Ultimate Fighter: Heavy Hitters Finale | 30 de noviembre de 2018 | 3     | 5:00   | Las Vegas, Nevada       |                        |
| Victoria  | 7–0    | Antonio Jones      | TKO (golpes)                      | Dana White's Contender Series 13           | 17 de julio de 2018     | 1     | 0:40   | Las Vegas, Nevada       |                        |
| Victoria  | 6–0    | Daniel McWilliams  | TKO (golpes)                      | CXF 12                                     | 21 de abril de 2018     | 1     | 0:30   | Burbank, California     |                        |
| Victoria  | 5–0    | Aaron Hamilton     | TKO (golpes)                      | CXF 11                                     | 17 de febrero de 2018   | 1     | 1:08   | Los Ángeles, California |                        |
| Victoria  | 4–0    | Anthony Thomas     | TKO (golpes)                      | Gladiator Challenge: Fight Club            | 7 de octubre de 2017    | 1     | 0:14   | El Cajón, California    |                        |
| Victoria  | 3–0    | Dejon Daniels      | TKO (golpes)                      | CXF 8                                      | 17 de junio de 2017     | 1     | 2:58   | Burbank, California     |                        |
| Victoria  | 2–0    | Dearmie Street     | TKO (golpes)                      | CXF 7                                      | 29 de abril de 2017     | 1     | 3:16   | Los Ángeles, California |                        |
| Victoria  | 1–0    | Selah Williams     | TKO (patada a la cabeza y golpes) | CXF 6                                      | 25 de febrero de 2017   | 1     | 0:43   | Los Ángeles, California | Debut en peso mediano. |